# Antoine Dorfeuille
Antoine Dorfeuille (* 1. Dezember 1754 in Reims; † 5. Mai 1795 in Lyon) war ein französischer Schauspieler, Publizist und Revolutionär.

## Leben
Dorfeuille stammte ursprünglich aus Reims, hatte aber nach ersten Auftritten in kleineren Provinztheatern erst im Jahr 1782 in Clermont sein großes Debüt. Weitere Auftritte, in einer Hauptrolle, sind in Oostende und 1786 in Cambrai nachweisbar. 1787 war er bereits Direktor der Truppe und trat mit dieser in La Haye auf. Es folgten Auftritte in St-Quentin und seiner Heimatstadt. Er spielte auch am Théâtre Patriotique am Boulevard du Temple in Paris.
Dorfeuille schloss sich der Revolution an, deren Ideale ihn sehr ansprachen. Er reiste nach Toulouse und Perpignan, um in Jakobinerclubs Propaganda zu betreiben und über die neuen Leitlinien aufzuklären. Erst zum politischen Kommissar in Roanne berufen, wurde Dorfeuille im Jahr 1793 der Vorsitzende des Revolutionstribunals in Lyon. Dort verurteilte er 273 Menschen, darunter Charles-Joseph Mathon de La Cour, zum Tode.
Dorfeuille wurde im Zuge des Vendée-Aufstands in Lyon selbst zum Opfer eines Massakers.
Während seiner gesamten politischen Laufbahn verfasste er zahlreiche Traktate. Weiterhin 30 Ausgaben des Le père Duchesne de Lyon, den er unter dem Pseudonym Damane herausgab.

## Traktate (Auszug)
- Épître de saint Augustin à la comédie italienne, qui venoit de donner une représentation au bénéfice des pauvres
- Eloge funèbre de Chalier assassiné judiciairement le 16 juillet, par les aristocrates de Lyon, aujourd’hui ville affranchie, prononcé par Dorfeuille, président de la Commission de justice populaire, sur la place de la Liberté, ci-devant place de Terreaux
- Motion faite au club des Jacobins de Toulouse, sous la présidence de M. Saurine, à l’honneur des mânes de Lavigne et Françe’s, soldats nationaux de cette ville, morts victimes des ennemis de la Constitution, le 19 mars 1791
- La religion de Dieu et la religion du diable, précédée du sermon civique aux gardes nationales
- La lanterne magique patriotique ou Le coup de grâce de l’aristocratie
- Lettre d’un chien aristocrate à son maître, aristocrate aussi et fugitif de Toulouse
- Second sermon civique du citoyen d’Orfeuille aux soldats français